# Adam Tooze
Adam Tooze (Londra, 5 luglio 1967) è uno storico britannico.
Storico economico, dal 2015 è docente presso la Columbia University.
Ha pubblicato Il prezzo dello sterminio. Ascesa e caduta dell'economia nazista (2006, edito in Italia da Garzanti) e L'anno del rinoceronte grigio. La catastrofe che avremmo dovuto prevedere (2021, pubblicato in Italia da Feltrinelli). È autore di articoli per diversi giornali tra cui il Financial Times e il Guardian.
Nel 2019 ha ottenuto il Lionel Gelber Prize per Crashed: How a Decade of Financial Crises Changed the World.